# Ernst Baylon
Ernest Laurenz Matthäus „Ernst” Baylon (ur. 21 października 1903 w Wiedniu, zm. w październiku 1975) – austriacki lekarz i szermierz, trzykrotny medalista mistrzostw świata.
Podczas mistrzostw świata w Wiedniu w 1931 roku (oficjalnie zawody tego cyklu rozgrywane są pod tą nazwą dopiero od 1937) wywalczył brązowy medal we florecie drużynowym. Dwa lata później, na mistrzostwach świata w Budapeszcie w 1933 roku, Austriacy w składzie: Ernst Baylon, Richard Brünner, Kurt Ettinger, Josef Losert i Hans Lion zdobyli srebrny medal. W tej samej konkurencji wywalczył też kolejny brązowy medal na mistrzostwach świata w Paryżu w 1937 roku.
Na igrzyskach olimpijskich w Paryżu w 1924 roku został zgłoszony do startu we florecie drużynowym, jednak ostatecznie nie wystąpił. Na rozgrywanych cztery lata później igrzyskach olimpijskich w Amsterdamie drużynowo Austriacy dotarli do ćwierćfinałów. Brał też udział w igrzyskach olimpijskich w Berlinie w 1936 roku, razem z kolegami zajmując czwarte miejsce we florecie drużynowym. 
Z zawodu był lekarzem. Kilkukrotnie stawał na podium mistrzostw kraju we florecie indywidualnym: zwyciężył w 1928 i 1930 roku, a w latach 1925, 1929 i 1936 był drugi. 